# Renaud Pellegrino
Pour les articles homonymes, voir Pellegrino.
Renaud Pellegrino est un artisan et créateur de sacs à main avec des jeux de couleurs et des formes géométriques,. 
Certaines de ses pièces sont entrées dans les collections permanentes du Musée des Arts décoratifs,.

## Biographie
Renaud Pellegrino naît et passe son enfance à Cannes dans le sud de la France. Issu d’une famille modeste de quatre enfants, son père doit arrêter ses études de pharmacie pour travailler en tant que peintre en bâtiment pour élever ses enfants. À quatre ans, ses parents n’ayant pas les moyens de payer le lycée pour tous les enfants, Renaud Pellegrino part en apprentissage chez un bottier. Puis il rencontre une Arménienne propriétaire d’un atelier de chaussures pour femme. Elle l’initie à la création pendant trois ans,.
À vingt-deux ans, Renaud Pellegrino quitte son sud natal pour venir s’installer à Paris. C’est en 1969, lors de sa rencontre avec Maria Carita dans une soirée, qu’il fait des rencontres qui marquent un tournant dans sa carrière. Les sœurs Carita lui confient la boutique au rez-de-chaussée de leur salon de coiffure où passent les stars de l’époque, de Marlene Dietrich à Brigitte Bardot. Il y crée des accessoires pour cheveux, des sacs et des foulards, qu’il peint lui-même.  
De 1976 à 1983, il possède son propre atelier lui permettant de concevoir des sacs pour les collections d’Yves Saint Laurent qu’il rencontra par le biais d’Hélène Rochas, une amie en commun,,. Pendant ces années, il continue de collaborer avec les sœurs Carita mais également avec de grandes maisons comme Dior, Emanuel Ungaro ou Givenchy. 
Le 22 janvier 2007, Renaud Pellegrino se voit remettre des insignes de Chevalier de l’Ordre des Arts et des Lettres par son amie Catherine Deneuve.

### La marque
En 1984, après avoir passé quelques années à concevoir des sacs plus personnels en son nom, Renaud Pellegrino ouvre sa première boutique rue Saint Roch à Paris. Trois ans plus tard, il ouvre une seconde boutique rive gauche, tout en s’exportant à l’étranger et notamment au Japon.
Il ouvre une boutique rue du Faubourg-Saint-Honoré et installe son atelier à l’étage.  
En 2009, la boutique du Faubourg-Saint-Honoré ferme ses portes. L'année suivante, l’Atelier du Maroquinier, fabricant basé dans la Sarthe spécialisé en maroquinerie, rachète la marque.
En juillet 2012, de nouveaux investisseurs permettent de relancer la marque avec l’ouverture d’une boutique rue Saint Honoré. Cette ouverture attire des stars comme Catherine Deneuve et Inès de La Fressange,.
En 2016, il est annoncé que le groupe Tolomei Participations, société spécialisée dans la conception de maroquinerie dont le siège est à Paris, rachète la globalité de la société Renaud Pellegrino. Renaud Pellegrino reste directeur artistique de toutes les collections de sa marque. Dès l'année suivante, la nouvelle direction décide de changer le nom de la marque en Pellegrino Paris.
Pellegrino Paris quitte la rue Saint Honoré en 2018 et ouvre une nouvelle boutique sur l'Avenue Victor-Hugo,,. La boutique sur l'Avenue Victor Hugo ferme en Novembre 2023.
Pellegrino Paris dispose d’un réseau de distribution sélectif dans 14 pays avec 21 points de vente.